# Ignacio Sánchez-Cuenca
Ignacio Sánchez-Cuenca Rodríguez (Valencia, 1966) es un profesor universitario de ciencia política, articulista de opinión y analista de la actualidad política y social española. Los principales temas que aborda en sus obras son la evolución de la democracia en España desde la Transición española, el terrorismo en Europa en relación con movimientos nacionalistas regionales, la crisis sistémica de los sistemas representativos en occidente o la deriva de la izquierda política en España.

## Biografía
Ignacio Sánchez-Cuenca se licenció en Filosofía en 1989 en la Universidad Complutense de Madrid y completó un máster en ciencia social en el Instituto Juan March. En 1995 obtuvo su doctorado en Sociología tras la defensa de la tesis titulada Las negociaciones agrícolas entre la Comunidad Europea y Estados Unidos en La Ronda Uruguay. Un análisis desde la lógica de la elección racional en la Universidad Complutense de Madrid. Como docente impartió clases en la Universidad de Salamanca, Universidad Pompeu Fabra, Centro de Estudios Avanzados en Ciencias Sociales del Instituto Juan March y la Universidad Complutense de Madrid antes de pasar a ser profesor titular de ciencia política en la Universidad Carlos III. También ha ejercido de profesor visitante en la Universidad de Nueva York y la Universidad de Yale. Desde 2013 hasta 2021 fue director del Instituto Carlos III-Juan March de Ciencias Sociales.
Como académico ha escrito varios libros analizando varias temáticas de la actualidad política española. En su obra también se encuentran colaboraciones en obras colectivas acerca de la historia reciente española. Como columnista de opinión ha colaborado en medios como El País, La Vanguardia, ctxt e infoLibre. Ha participado también en diversos programas de televisión.
Formó parte de los grupos de trabajo de Sumar para las elecciones generales de 2023.

## Actividad académica

### Transición española
En varias de sus obras estudia el cambio de la clase política española desde el paso de la dictadura a la democracia con la muerte del dictador Francisco Franco. Sánchez-Cuenca se aleja de otras versiones de la transición española al considerar que la aprobación de la Ley para la Reforma Política en 1976 fue el hecho clave de la Transición española. Además, defiende que el cambio a un régimen democrático carecía de un plan meticuloso; si bien fue más un proceso en él se produjeron decisiones sin una hoja de ruta seguida desde las altas instancias del Estado, y sin contar con el concurso de partidos de la oposición y movimientos sociales.
Desde la crisis de 2008 analiza la crisis institucional y política que atraviesa el sistema representativo en España. En los últimos años, el interés de Sánchez-Cuenca se ha orientado al estudio del rearme ideológico del nacionalismo español y el crecimiento del nacionalismo catalán, que en su opinión ha terminado derivando en un conflicto político de difícil solución por una ausencia en la voluntad de diálogo. A su vez, critica el que se hubiese optado por una instrumentalización del poder judicial para alcanzar una solución con medios meramente legalistas.

### Terrorismo de ETA
Desde los años 1980 Sánchez-Cuenca ha estudiado la trayectoria de bandas terroristas europeas relacionadas con los movimientos nacionalistas regionales. Se ha centrado en la evolución de la banda terrorista ETA, desde el origen hasta su disolución por el proceso de paz, iniciado en la década de 2000, por el presidente de gobierno José Luis Rodríguez Zapatero. También ha prestado atención a otras organizaciones como el IRA en Irlanda del Norte o el terrorismo revolucionario surgido en Italia, Alemania, Grecia, Portugal y Estados Unidos.

### Deriva de la izquierda política
La evolución de la izquierda en España ha sido uno de sus temas de estudio recurrentes desde los años 1980. Como parte de ella, ha seguido los procesos de cambio en la socialdemocracia y los factores que afectan a la vida política española, como la polarización que experimenta la sociedad desde mediados de la década de 2000. En los últimos años, y ante la crisis sistémica que sufre la democracia representativa en Europa, uno de sus temas de estudio es la transformación de la izquierda política, el surgimiento de nuevas formaciones políticas y su aparente decadencia en los últimos años.

## Obra
Por sus ensayos y artículos de opinión Sánchez-Cuenca es un referente en la izquierda ideológica española. En una primera época se aproximó a la órbita del PSOE con colaboraciones en alguno de sus think tank como Fundación Alternativas. Con la victoria del PSOE en las elecciones generales de 2004, Sánchez-Cuenca sería una de las influencias en las políticas de José Luis Rodríguez Zapatero hasta su dimisión en 2011. Tras ello, Sánchez-Cuenca se distanció progresivamente del PSOE y se ha ido mostrando más próximo a las corrientes de la izquierda política surgidas a partir de las protestas del 15-M en la primavera de 2011. En ese sentido, el político Iñigo Errejón prologó el ensayo La izquierda: fin de (un) ciclo, publicado en 2019.
En su ensayo La desfachatez intelectual. Escritores e intelectuales ante la política (2016) describe a las principales figuras de la intelectualidad española desde la Transición y hace un análisis crítico de alguno de sus protagonistas. Sánchez-Cuenca clasifica a los intelectuales españoles en tres categorías de acuerdo a su campo de trabajo: los que se encuentran en el campo literario, aquellos procedentes del periodístico y las figuras de opinión. A su vez, trata de establecer el poder mediático e institucional de cada uno de ellos. En el ensayo se muestra especialmente incisivo con los intelectuales venidos del campo de la literatura en el que exponen que sus ideas en un espacio de opinión y debate cada vez más mediatizado. La publicación suscitó críticas divididas a favor y en contra de la tesis principal de Sánchez-Cuenca y a causa de ello han surgido diversas polémicas con algunos de los citados. Así, los escritores Jon Juaristi, Fernando Savater y Javier Cercas han atacado las conclusiones del ensayo desde sus columnas de opinión. Por otra parte, a raíz de un artículo de opinión del escritor Juan Manuel de Prada, donde este último rechaza la teoría de la evolución, parte de la comunidad científica española reaccionó en contra de esta aseveración y criticó públicamente a de Prada siguiendo la estela de la obra de Sánchez-Cuenca.

### Libros en solitario
- 2001 - ETA contra el Estado: las estrategias del terrorismo
- 2004 - Teoría de juegos
- 2008 - Controlling Governments (co'editor).
- 2019 - Más democracia y menos liberalismo[37][38]
- 2012 - Años de cambios, años de crisis. Ocho años de gobiernos socialistas, 2004-2011
- 2012 - Democracia y socialdemocracia. Homenaje a José María Maravall
- 2013 - La impotencia democrática: sobre la crisis política de España
- 2014 - Atado y mal atado. El suicidio institucional del franquismo y el surgimiento de la democracia[39][40][41][42]
- 2016 - La desfachatez intelectual. Escritores e intelectuales ante la política[43]
- 2018 - La confusión nacional. La democracia española ante la crisis catalana[44]
- 2018 - La superioridad moral de la izquierda
- 2019 - La izquierda: fin de (un) ciclo. Catarata Ediciones, ISBN 978-84-9097-841-2.[45]

### Otras obras
- 2000 - Los efectos de la acción de gobierno en el voto durante la etapa socialista (1982-1996). Escrito con Belén Barreiro.
- 2006 - La derrota de ETA: de la primera a la última víctima. Escrito con José María Calleja.
- 2008 - La España de Zapatero: Años de cambios, 2004-2008. Escrito con Anna Bosco.